# Bilimbaj
Bilimbaj (ros. Билимбай) – osiedle w Rosji, w obwodzie swierdłowskim, w okręgu miejskim Pierwouralska. W 2010 liczyło 6044 mieszkańców.

## Urodzeni
- Iwan Malcew – radziecki funkcjonariusz służb specjalnych.